# HALIX
HALIX is een Nederlands biotechnologie-bedrijf gevestigd in Leiden. Het bedrijf produceert vaccins en medicijnen in opdracht van anderen. HALIX is in 2012 opgericht door HAL Allergy.

## Coronavaccin
In april 2020 trad HALIX toe tot het door de universiteit van Oxford geleide consortium dat aan het Oxford/AstraZeneca-COVID-19-vaccin werkte. In augustus 2020 kwamen HALIX en AstraZeneca overeen dat HALIX een van de twee productielocaties voor het vaccin op het Europese vasteland zou worden. HALIX produceert sinds december 2020 het AstraZeneca-vaccin. In de tweede helft van maart 2021 vroeg AstraZeneca het Europees Geneesmiddelenbureau om toestemming voor de productie van coronavaccins voor de Europese Unie door HALIX. Enkele dagen later, op 26 maart, werd deze toestemming verleend. Tot die tijd werden hoofdzakelijk vaccins geproduceerd voor het Verenigd Koninkrijk.

## "Geheime inval"
In december 2023 werd bekend dat de toenmalige premier van het Verenigd Koninkrijk, Boris Johnson, in maart 2021 opdracht gaf om een geheime inval bij HALIX in Leiden te overwegen om AstraZeneca-vaccins te bemachtigen. Dit omdat de EU export buiten de EU niet toestond en het VK de EU net had verlaten. Al snel overtuigden diplomaten Boris Johnson dat dit een erg slecht idee was.